# Chiesa di San Giovanni Battista (Castelvetrano)
La chiesa di San Giovanni Battista è un luogo di culto ubicato nella Piazza Regina Margherita di Savoia a Castelvetrano.

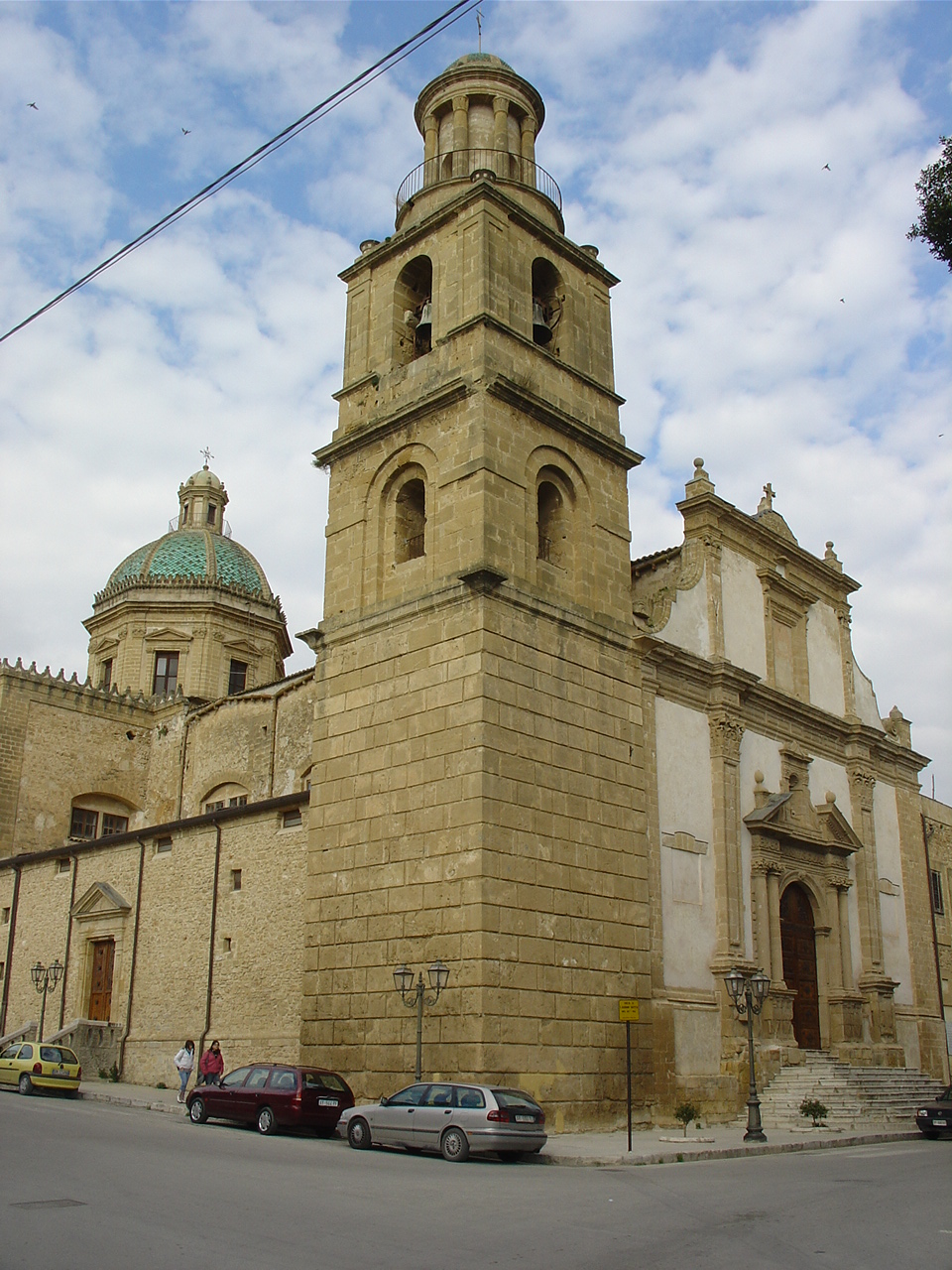
Campanile.

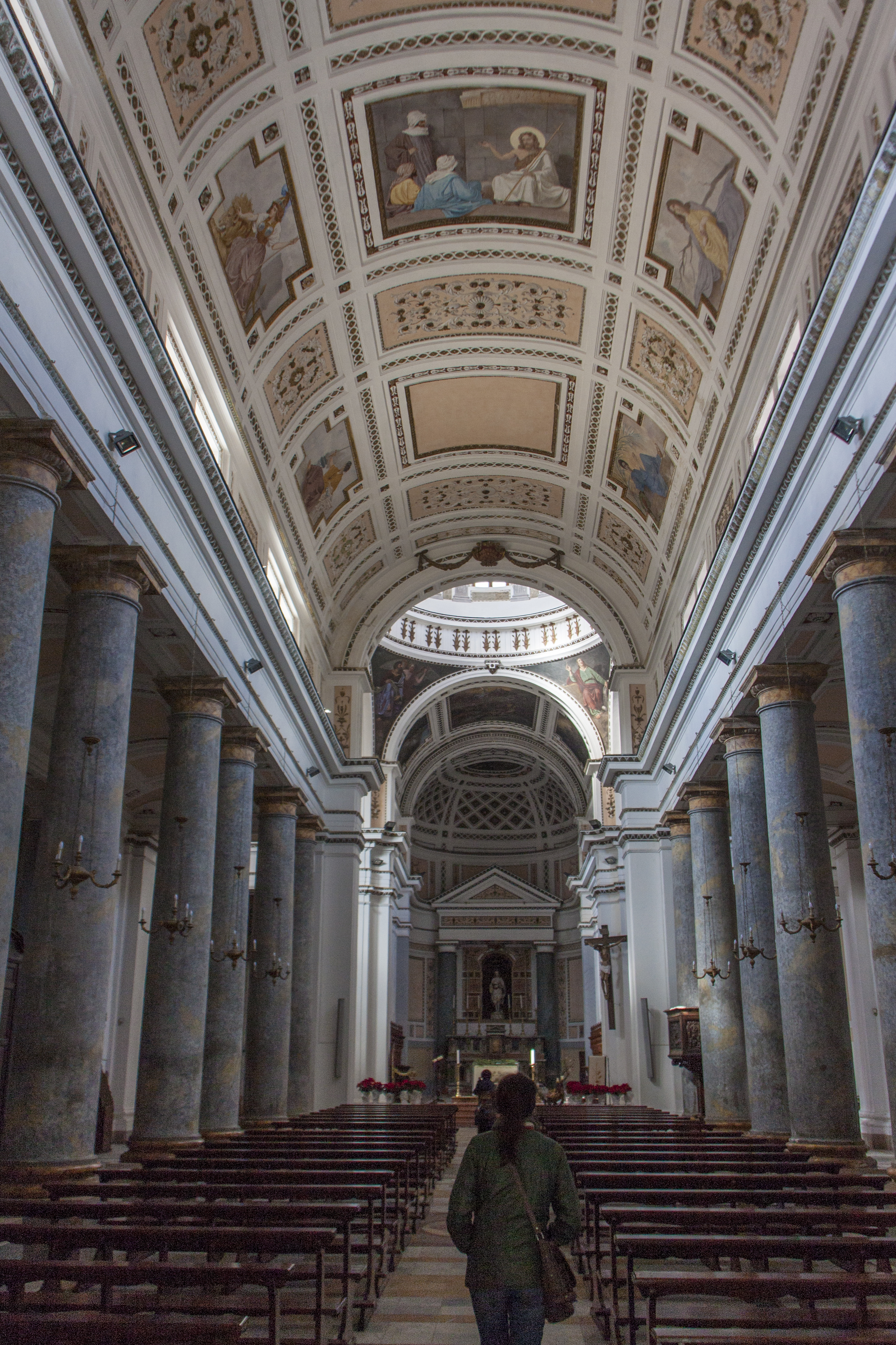
Navata.

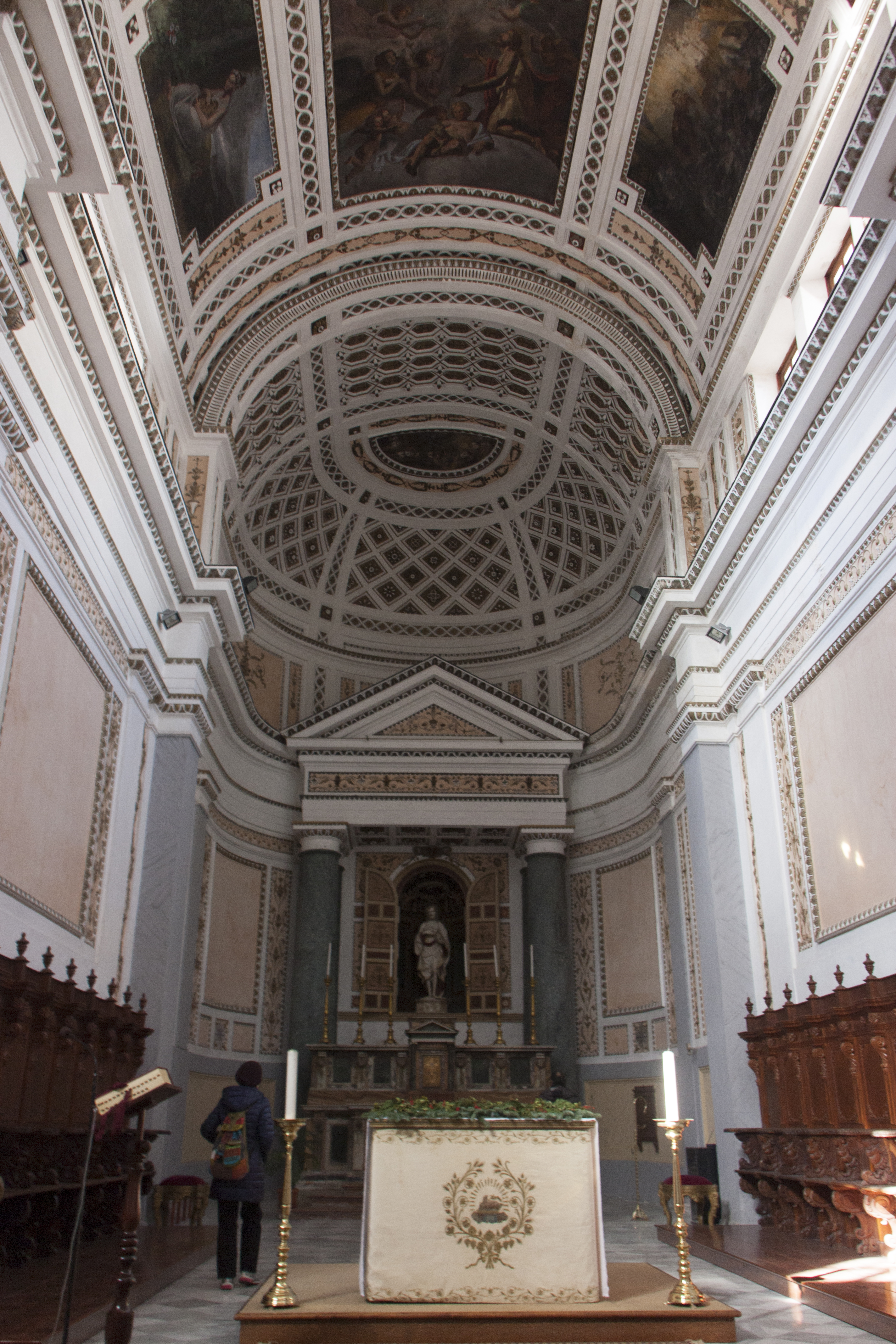
Altare maggiore.

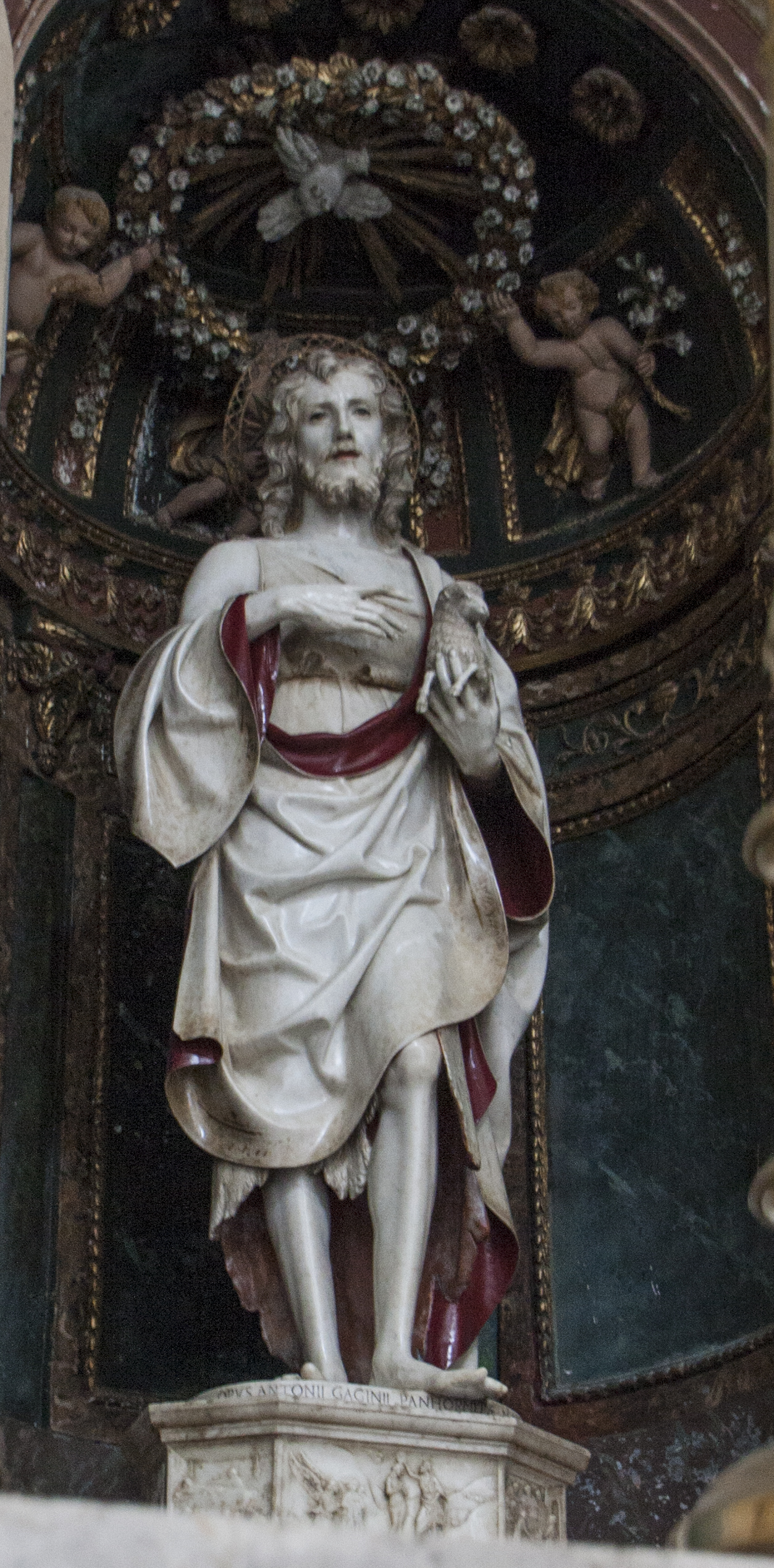
San Giovanni Battista, statua di Antonello Gagini.

## Storia

### Epoca spagnola
Eretta dirimpetto la primitiva chiesa sorgeva a fianco del convento di San Domenico, luogo di culto ormai scomparso, la nuova chiesa di San Giovanni fu costruita tra il 1589 ed i primi decenni del Seicento, grazie all'interesse e al patrocinio della famiglia Majo, contribuì largamente alle spese delle nuove fabbriche.
Dal precedente luogo di culto vi si trasferì la statua di San Giovanni Battista di Antonello Gagini. Nel 1660 fu effettuata la solenne consacrazione del tempio.

### Epoca borbonica
Nel 1777 il campanile adiacente l'abside, in pessime condizioni statiche, fu demolito e ricostruito da Francesco Giacalone. La nuova torre campanaria fu edificata sul lato sinistro dell'attuale prospetto, costituendone il manufatto posto a meridione. Tra il 1797 ed il 1802 si modificarono le finestre, il tetto, le cappelle, il cappellone ed il prospetto. Sotto la copertura lignea furono realizzate le volte a botte a tutto sesto sulla navata maggiore e sui bracci del transetto, le volte furono fortemente ribassate sulle navate laterali. In questo contesto di rinnovamento fu realizzata la cupola.

### Epoca contemporanea
Nel 1898, a causa di un incendio, la navata centrale subì gravi danni e la chiesa rimase per molti anni chiusa al culto. La decorazione della volta, dovuta a Francesco Cutrona, andò perduta e sostituita dai riquadri di Gennaro Pardo.
Il terremoto del Belice del 1968 ha inferto un duro colpo alle strutture, danni ovviati con campagne di restauro a partire dal 1983 concluse nel 2000.

## Esterno
Campanile: il corpo della torre è costituito da tre ordini in conci squadrati, il secondo presenta monofore strombate, la cella campanaria è delimitata da marcapiani, il tutto sormontato da un lanternino cilindrico a forma di tempietto con cupolino. 
Cupola: alto tamburo con finestrone, emisfero a spicchi con costoloni. La struttura presenta una copertura esterna costituita da piastrelle maiolicate con varie tonalità azzurre e turchesi. Sulla sommità domina un lanternino con cupolino. Nei pennacchi sono raffigurate le fattezze e gli elementi iconografici dei Quattro Evangelisti.
Prospetto: il piano stradale è raccordato al piano di calpestio dell'aula per mezzo di una elegante scalinata di 13 gradini. Il primo ordine intonacato è delimitato da paraste e un imponente cantonale sulla destra. Due paraste centrali su alti plinti fanno ala al portale, unico varco centrale.
L'ingresso è abbellito da colonne binate con capitelli corinzi sormontate da timpano spezzato, con sfere sulle cimase, nicchia intermedia. Un cornicione ricco di modanature. Il secondo ordine è caratterizzato da lesene, vele, volute, riccioli simmetrici e grande cornice tamponata. Un secondo cornicione è delimitato da sfere, al centro svetta su un ornamento la croce apicale.

## Interno
Controfacciata con cantoria e organo.
Impianto a croce latina ripartito in tre navate per mezzo di coppie di colonne binate.

### Navata destra
- Prima campata: Battistero. Grande nicchia concava ospitante il fonte battesimale, il coperchio ligneo finemente intagliato è opera di Antonio Mangiapane del 1685.[2]
- Seconda campata: Cappella di Santa Elisabetta. Nell'edicola della sopraelevazione a timpano triangolare è custodito il dipinto raffigurante la Visitazione a Santa Elisabetta.
- Terza campata: Cappella della Natività. Nell'edicola della sopraelevazione a timpano triangolare è custodito il dipinto raffigurante la Natività.
- Quarta campata: Cappella dell'Angelo Custode. Nell'edicola della sopraelevazione a timpano triangolare è custodito il dipinto raffigurante l'Angelo Custode.

### Navata sinistra
- Prima campata: l'area corrisponde alla base del campanile.
- Seconda campata: Cappella di San Giovanni Evangelista. L'ambiente ospita i dipinti raffiguranti San Giovanni Evangelista e San Vincenzo Ferreri,[3] quest'ultimo quadro attribuito allo spagnolo Antonello Benavides, operante a Castelvetrano tra il 1525 e il 1530.[4]
- Terza campata: Cappella di San Carlo. Sulla sopraelevazione il dipinto raffigurante San Carlo Borromeo, opera di Orazio Ferraro del 1613.[4][5]
- Quarta campata: Cappella della Passione. L'ambiente ospita i dipinti raffiguranti la Negazione di Pietro e il Bacio di Giuda, opere attribuite a Gherardo delle Notti.[2] Andata al Calvario, copia di Giovanni Paolo Fondulli del 1574 dello Spasimo di Sicilia di Raffaello Sanzio, qui collocato dopo il restauro del 1982.[4]
  - Fra la coppia di colonne binate è collocato il pulpito ligneo su fusto quadrato.

### Transetto
- Absidiola destra: Cappella di San Raimondo. L'ambiente custodisce il dipinto raffigurante San Raimondo di Pennafort[3] con storie della sua vita, opera del trapanese Vito Carrera realizzata nel 1602.[2] Adorazione dei Magi[3] di Orazio Ferraro firmata e datata 1602.[2][5]
  - Transetto destro: Cappella di San Giovanni Battista. Nell'edicola della sopraelevazione con colonne e timpano triangolare è custodito il dipinto raffigurante la Decollazione di San Giovanni Battista, opera attribuita a Gherardo delle Notti.[2]

- Absidiola sinistra: Cappella della Presentazione. L'ambiente custodisce il dipinto raffigurante la Presentazione al Tempio o Circoncisione,[3] olio su tavola di Simone de Wobreck, con cornice lignea datata 1585.[2] Nell'ambiente è presente il dipinto raffigurante  Vergine apparsa a San Giacinto di Bartolomeo Navarretta del 1599.[2]
  - Transetto sinistro: Cappella della Madonna delle Grazie. Nell'edicola della sopraelevazione con colonne e timpano triangolare è custodito il dipinto raffigurante la Madonna delle Grazie, tela attribuita a Pietro Novelli.[2] Nell'ambiente è documentata la Madonna di Loreto,[3] statua marmorea, attribuita da Benedetto Patera a Francesco Laurana del 1489.[2][6]

### Presbiterio
Ambiente rialzato di 4 gradini rispetto all'aula. Grande Crocifisso collocato sul lato destro dell'arco absidale. Ai lati del presbiterio il coro ligneo. Sulla volta tre quadroni. 
- Altare maggiore: sopraelevazione costituita da colonne ioniche sormontate da timpano. Nella nicchia centrale è custodita la statua raffigurante San Giovanni Battista, opera firmata e datata 1522, opera di Antonello Gagini.[2] Commissione per la Confraternita di San Giovanni Battista, presenta nel piedistallo i bassorilievi del Battesimo nel Giordano, la Nascita del Precursore e la Decollazione del Battista.[7]

## Confraternita di San Giovanni Battista
Sodalizio attestato presso il primitivo luogo di culto.

## Feste religiose
- 24 giugno, San Giovanni Battista, Festa liturgica e funzione processionale per celebrare il Precursore e patrono cittadino.

## Galleria di immagini
Affreschi